# Союз міст
Кілька ліг міст (нім.: Städtebünde, однина Städtebund) стали впливовими в історії Священної Римської імперії. Військовий союз і взаємодопомога зміцнили позиції імперських міст, особливо в період міжцарів'я XIII—XIV століть.
- 1167. Ломбардська ліга була створена в 1167 році[1] за підтримки Папи Римського, щоб протистояти спробам імператорів Священної Римської імперії Гогенштауфенів встановити вплив на Італійське королівство. На вершині вона включала більшість міст Північної Італії, але з часом її членство змінювалося. Зі смертю третього й останнього імператора Гогенштауфенів, Фрідріха II, у 1250 році, він застарів і був розпущений.
- 1190. Ганзейська ліга була комерційною та оборонною конфедерацією купецьких гільдій та ринкових міст у Північно-Західній та Центральній Європі. Виросла з кількох міст Північної Німеччини наприкінці 1100-х років, ліга стала домінувати в балтійській морській торгівлі протягом трьох століть уздовж узбережжя Північної Європи. Території Ганзи простягалися від Балтійського до Північного морів та вглиб країни протягом пізнього середньовіччя та повільно зменшувалися після 1450 року.
- 1197. Тосканська ліга складалася з головних міст, баронів і єпископів герцогства Тоскана, спрямована проти імператора Священної Римської імперії в союзі з папством. Першими підписантами були комуни Лукки, Флоренції та Сієни, люди, що жили під замками Прато та Сан-Мініато, а також єпископство Вольтерра. Пізніше до них приєдналося місто Ареццо.[2]
- 1254. Перша Рейнська ліга (Rheinischer Städtebund) існувала лише між 1254 та 1257 роками. До її складу входило 59 міст.
- 1306. Thüringer Dreistädtebund[de] — Ліга трьох міст Тюрінгії, була союзом Ерфурта, Нордгаузена та Мюльгаузена проти князівської родини Веттінів із Саксонії. Тривав у 1306—1481 роках.
- 1346. Лужицька ліга (нім. Oberlausitzer Sechsstädtebund) — ліга з шести міст у богемському (1346—1635), пізніше саксонському (1635—1815) регіоні Верхня Лужиця, що існувала з 1346 до 1815 року. Містами-членами були Бауцен (в.-луж. Budyšin), Герліц (Zhorjelc), Каменц (Kamjenc), Любань (Lubań), Лебау (Lubij) та Циттау (Žitawa)
- 1354. Décapole (Dekapolis або нім. Zehnstädtebund) — союз, утворений у 1354 році десятьма імперськими містами Священної Римської імперії в регіоні Ельзас для захисту своїх прав. Був розформований у 1679 році
- 1367. Кельнська конфедерація була військовим союзом проти Данії, підписана у 1367 році містами Ганзейської ліги на їхній зустрічі під назвою Hansetag у Кельні.
- 1381. Другий Рейнський союз і перший Швабський союз були сформовані в 1381 році, об'єднавшись у Південнонімецький союз (Süddeutscher Städtebund) того ж року. Ліга була військовою оборонною угодою проти знаті. Гейдельберзький мир був укладений 26 липня 1384 року.
- 1412. Пентаполітана ліга була альянсом XV століття п'яти найважливіших угорських королівських вільних міст (нині східна Словаччина): Касса (сьогодні Кошице), Бартфа (Бардіїв), Льочсе (Левоча), Епер'єш (Пряшів) та Кішебен (Сабинів).
- 1440. Прусська конфедерація (нім. Preußischer Bund) — створена 21 лютого 1440 року в Марієнвердері групою з 53 шляхтичів і духовенства та 19 міст у Пруссії для протистояння Тевтонським лицарям. Базувався на базі більш ранньої подібної організації — Ящірської унії, заснованої в 1397 році шляхтичами Хелмської землі.
- 1488. Швабська ліга (Swäbischer Bund) була асоціацією взаємної оборони та підтримки миру імперських маєтків — вільних імперських міст, прелатів, князівств та лицарів — головним чином на території ранньосередньовічного герцогства Швабії, заснованого в 1488 році за наказом імператора Фрідріха III Габсбурга, а також підтримував Бертольд фон Геннеберг-Ремхільд, архієпископ Майнца, чий соборний, а не монархічний погляд на Рейх часто суперечив позиції наступника Фрідріха Максиміліана. Швабська ліга співпрацювала з метою збереження імперського миру та принаймні на початку стримування експансіоністських баварських герцогів з дому Віттельсбахів та революційної загрози з півдня у вигляді Швейцарії. Ліга проводила регулярні збори, підтримувала трибунали та підтримувала єдині сили з 12 000 піхотинців та 1200 кавалеристів.[3]